# Captain Biceps
Capitan Biceps è un cartone francese, tratto dall'omonimo fumetto, prodotto dalla Futurikon nel 2010. In Francia era trasmessa su France 3 e in seguito su Télétoon+.

## Personaggi
- Captain Biceps
- Genius Boy

## Episodi
1. Electrik Man
2. Le tentacule
3. Dentiste Man
4. Red Guitar
5. La guêpe
6. Taupe Man
7. Les Nuisiblozombies
8. Le bâilleur
9. Le pirate
10. Turbo Man
11. Super ménage Woman
12. Atomik mémé
13. Détritus Man
14. Glu Man
15. Blindé Man
16. Akupunkture Man
17. Captain Elastik
18. Le souffleur
19. Mister Papier
20. Nuisiblomatics
21. Fille Man
22. Nounours Man
23. Dogman
24. Le Cuistot
25. Hyperman
26. Pacific Man
27. Le putois
28. Grokuman
29. Le crapaud
30. Beaugosse Man
31. Le perroquet
32. Barbare Man
33. Gladiateur Man
34. Chieuse Girl
35. Nuisibloraymonde
36. Adhésif Man
37. Lahonte Man
38. Secrétaire Woman
39. Bouzillator
40. La momie
41. Caporal Pec
42. Yahar
43. Le Fantôme
44. Zapette Boy
45. Le pleurnicheur
46. Acné Man
47. Le lutin
48. Tonton Béton
49. Cavernicus Brutalis
50. Représentator
51. Copy Girl
52. Zinzinfirmière
53. Croco Boy
54. Végétal Man
55. Graffitix
56. Sergent Triceps
57. Canarizilla
58. Alien
59. Nakunoeil
60. Bricolo Man
61. Monstrobubblegom
62. Lucky Man
63. Le Mexicain
64. Le maître des ombres
65. Squale Man
66. Absorb Man
67. Cow-boy Man
68. Nuisiblobiceps
69. Super Petit Pois
70. Le Sorcier
71. Supernounou
72. Recyclor
73. Nuisiblophobic
74. Le hérisson
75. Super nain de jardin
76. Le glaçon
77. Farçouille
78. Captain Détergent

## Distribuzione internazionale
- Italia: Era trasmessa su Disney XD e in seguito su Rai Gulp.